# Corporación Académica para el Estudio de las Patologías Tropicales

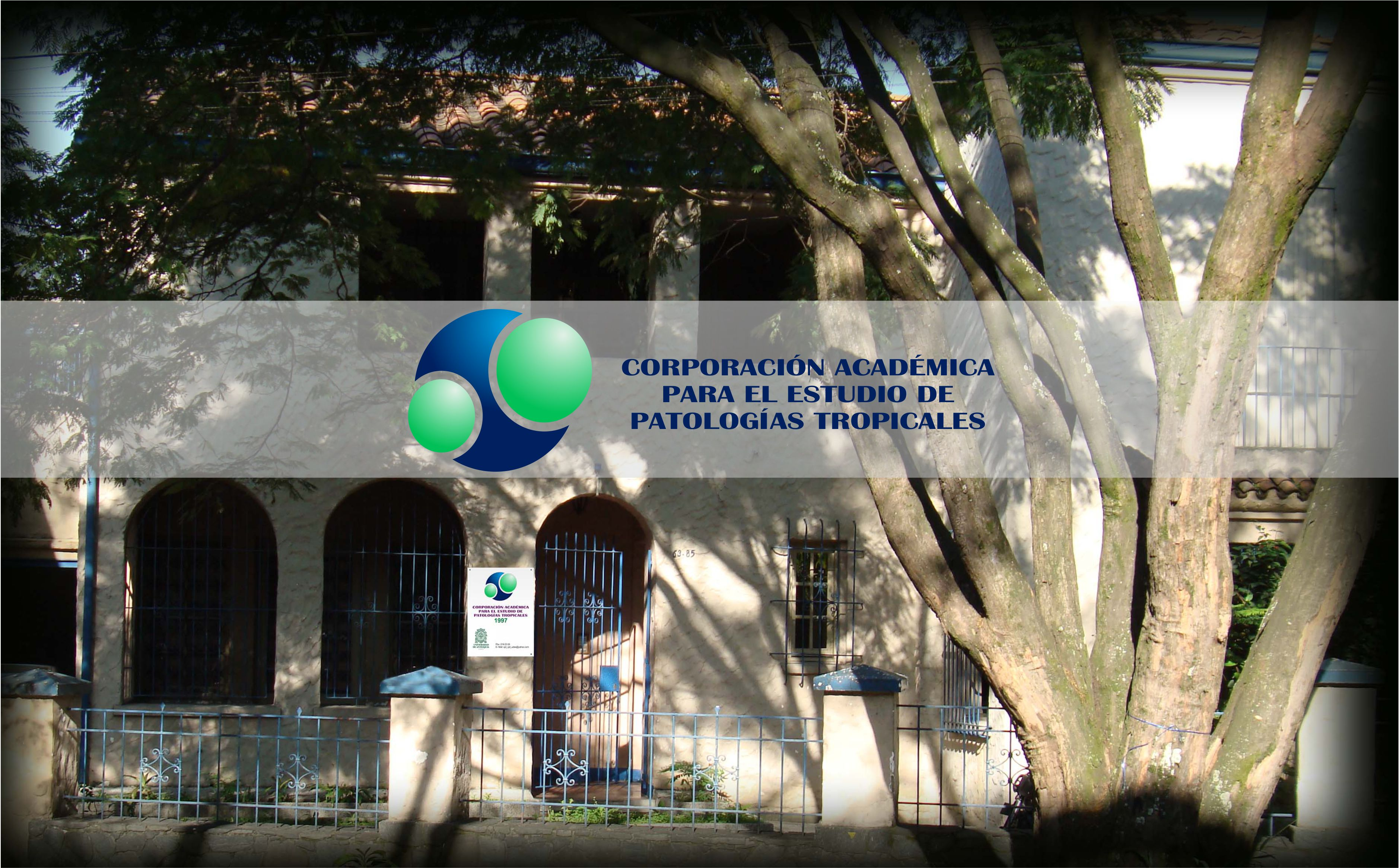
Sede de la Corporación Académica para el Estudio de Patologías Tropicales de la Universidad de Antioquia, en el barrio Prado de Medellín.

La Corporación Académica para el Estudio de Patologías Tropicales (CAEPT) es una unidad académica e investigativa de la Universidad de Antioquia (U de A) se estableció en 1997 como ente concentrador de los grupos de investigación con alto nivel científico en el campo de las enfermedades tropicales. Actualmente se desarrollan programas de investigación, docencia y extensión en diferentes disciplinas científicas relacionadas con la salud y el medio ambiente..
Como unidad investigativa de referencia, consolidada y reconocida a nivel nacional e internacional, ha conseguido identificar las necesidades de la comunidad y aportar en aspectos educativos, científicos, tecnológicos, con eficacia, ética y responsabilidad social.

## Investigación
La Corporación concentra once grupos de investigación reconocidos por COLCIENCIAS a nivel nacional, además los grupos están adscritos a otras unidades académicas, la Corporación facilita la cooperación entre los mismos grupos para ser más eficientes, los cuales son:
- Biología y Control de Enfermedades Infecciosas -BCEI-: Estudia la ecoepidemiología y genética de la enfermedad de Chagas, sus vectores, planes de vigilancia y control en Colombia. Adscrito a la Facultad de Ciencias Exactas y Naturales.

- Genética Médica: Investiga, evalúa y atiende clínicamente los trastornos genéticos humanos. Adscrito a la Facultad de Medicina.

- Genética Molecular -GENMOL-: Se encarga de investigar la genética poblacional y las relaciones que existen entre ésta, la evolución y el proceso salud-enfermedad. Adscrito a la Facultad de Ciencias Exactas y Naturales.

- Grupo Interdisciplinario de Estudios Moleculares -GIEM-: Investiga la composición de los elementos químicos, orgánicos y biológicos que afectan la agroindustria y el ambiente, generando soluciones y explorando alternativas de calidad en los procesos productivos. Adscrito a la Facultad de Ciencias Exactas y Naturales.

- Grupo de Parasitología-: Su finalidad es formar estudiantes de pre y posgrado con capacidad crítica, científica y humana; promoviendo líneas de investigación innovadoras en aspectos básicos y clínicos. Adscrito a la Facultad de Medicina.

- Grupo Interdisciplinario de Sustancias Bioactivas -GISB-: Estudia y desarrolla productos de origen natural sintético y hemisintético para controlar enfermedades y plagas de nuestro medio. Adscrito a la Facultad de Química Farmacéutica.

- Infección y Cáncer: Su objetivo es la búsqueda de alternativas de prevención y tratamientos eficientes y eficaces para las enfermedades infecciosas y el cáncer. Adscrito a la Facultad de Medicina.

- Grupo Inmunomodulación GIM: Grupo multidisciplinario que identifica y estudia productos biológicos, microbiológicos y químicos de diferente origen para que modulen la respuesta inmune de diversas enfermedades.

- Ecología Microbiana y Bioprospección EM&B: Desarrolla actividades investigativas en hongos comestibles, ambientales, micro y macromicetes a nivel taxonómico, de impacto ambiental y control biológico. Adscrito a la Facultad de Ciencias Exactas y Naturales.

- Programa de Ofidismo Escorpionismo: Estudia las toxinas de serpientes y otros animales ponzoñosos con el propósito de aportar soluciones y prevenir el envenenamiento causado por estos Adscrito a la Facultad de Medicina.

- Programa para el Estudio y Control de Patologías Tropicales (PECET): Está dedicado a impulsar, desarrollar y fortalecer la investigación y el control de las enfermedades tropicales con el fin de fomentar una mejor calidad de vida. Adscrito a la Facultad de Medicina.